# طرثوث
الطُّرْثُوثُ أو مسرور أو زُبّ الأرض (الاسم العلمي: Cynomorium coccineum) هو نبات طفيلي معمر ومغطى البذور طويل مستدق كالفطر وله في بعض الأحيان اشكال وألوان مختلفة وهو يميل إلى اللون الأحمر واللون البنفسجي والأصفر، وهو له ساق سميك مرصع بقشور حرشفية، السنبلة طويلة كثيفة، القناب حرشفي عريض وأطول من كأس الزهرة، نبات الطرثوث مليء بالعصارة المائية وليس له اوراق وهو نبات حولي يصل ارتفاعه في بعض الأحيان إلى 70سم، يتطفل على جذور بعض النباتات الصحراوية مثل نبات الغضا، وللطرثوت استخدامات كثيرة فهو يستعمل صبغاً احمر وكان البدو في السابق يجمعونه للتجارة من أجل استخلاص الصبغ الأحمر وتخلط هذه الصبغة مع بعض المأكولات. ويستخدم البدو هذه الصبغة في وسم مواشيهم. ويعرف رأس الطرثوت باسم «النكعة» ومن امثال العرب في وصف الرجل شديد الحمرة بقولهم «أحمر مثل النكعة» ويقال «ثوب نكع». كما تصبغ الحلي بعصير النكعة فتأخذ اللون الأحمر. ويرد ذكر الطرثوت في المثل الشعبي في قولهم «مكتوب بطرثوث», يستخدم الطرثوث في صناعة الكثير من الأدوية العشبية العربية والأوربية والصينية، يتواجد الطرثوث في دول عدة منها اليمن والسعودية والكويت والبحرين والأردن وإيران وأفغانستان وتونس وجزر الكناري والبرتغال وأسبانيا وجنوب إيطاليا وسردينيا وغودش ومالطاو كذالك في الجزائر.